# Чепраков, Георгий Павлович
Георгий Павлович Чепраков (22 января 1905, Бердянск, Таврическая губерния — 1980) — разведчик. Полковник.

## Биография
Из мещан. В РККА с 1926 года. Член ВКП(б).
Служил в стрелковой части в Николаеве и танковой части в Бобруйске (1926—1935).
Окончил Специальный факультет Военной академии РККА имени М. В. Фрунзе (1935—1938).
Преподаватель тактики кафедры разведки Специального факультета Военной академии РККА им. М. В. Фрунзе (1938—1940), старший преподаватель кафедры разведки Высшей специальной школы Генерального Штаба Красной Армии (сентябрь 1940 — май 1942).
Участник Великой Отечественной войны. Начальник разведывательного отдела штаба 3-й танковой армии (май — декабрь 1942), позднее — в резерве.
Начальник кафедры Военного института иностранных языков Красной Армии (1943—1947).
В отставке (1947—1950), с 1950 года — заместитель начальника военного училища в городе Канске.

## Труды
- Основы тактики японской армии (1940).
- Действия японских войск в сложных условиях (1941).